# Château de Dairsie
Le château de Dairsie est une maison-tour restaurée située à 1.3 km au sud de Dairsie dans le nord-est de Fife, en Écosse. Le château surplombe la rivière Eden.

## Histoire
Le premier château construit ici est la propriété des évêques de St Andrews, et peut avoir été construit par William de Lamberton, évêque de St Andrews de 1298 à 1328. Un parlement écossais s'est tenu au château au début de 1335.
Le château est reconstruit au XVIe siècle par la famille Learmonth. En mars 1572, pendant la guerre civile mariale, le laird de Dairsie, qui est prévôt de St Andrews, invite deux ambassadeurs anglais Thomas Randolph et William Drury à un banquet au château. Ils refusent de venir et, a-t-on dit, il invite plutôt le nouvel archevêque de St Andrews Gavin Hamilton, le ministre de St Andrews, Robert Hamilton et William Skene à profiter du festin qu'il a préparé.
James Douglas, 4e comte de Morton, alors régent d'Écosse, assiège le château en 1575. Le roi Jacques VI d'Écosse séjourne au château de Dairsie en 1583 après avoir échappé au raid de Ruthven en juin 1583. Au XVIIe siècle, il est vendu à John Spottiswoode (1565-1639), archevêque de St Andrews, qui construit la vieille église de Dairsie à côté du château en 1621.
Le château de Dairsie tombe en ruine au XIXe siècle, mais est reconstruit dans les années 1990 et est maintenant exploité comme logement de vacances. Il s'agit d'un bâtiment classé de catégorie B et était autrefois un monument ancien classé, ayant été rétrogradé en 1997 avant les travaux de restauration.